# Seznam škol a školských zařízení ostravsko-opavské diecéze
Seznam škol a školských zařízení, která na území ostravsko-opavské diecéze zřizuje či dozoruje římskokatolická církev.

## Mateřské školy
- Církevní základní škola a mateřská škola Přemysla Pittra (Ostrava, zřizovatel: Biskupství ostravsko-opavské)
- Církevní mateřská škola (Ludgeřovice, zřizovatel: Československá provincie Kongregace sester Služebnic Nejsvětější Panny Marie)

## Základní školy
- Církevní základní škola a mateřská škola Přemysla Pittra (Ostrava, zřizovatel: Biskupství ostravsko-opavské)
- Církevní základní škola svaté Ludmily (Hradec nad Moravicí, zřizovatel: Biskupství ostravsko-opavské)
- Základní škola sv. Zdislavy (Kopřivnice, zřizovatel: Biskupství ostravsko-opavské)
- Základní umělecká škola duchovní hudby (Frýdek-Místek, zřizovatel: Biskupství ostravsko-opavské)

## Střední školy
- Biskupské gymnázium v Ostravě (zřizovatel: Biskupství ostravsko-opavské)
- Střední pedagogická škola a Střední zdravotnická škola svaté Anežky České (Odry, zřizovatel: Biskupství ostravsko-opavské)

## Vyšší odborné školy
- Církevní konzervatoř Opava (zřizovatel: Československá provincie Kongregace Milosrdných sester Panny Marie Jeruzalémské)

## Ostatní školská zařízení
- Církevní středisko volného času sv. Jana Boska v Havířově (Havířov, zřizovatel: Biskupství ostravsko-opavské)
- Dětský domov bl. Marie Antoníny Kratochvílové, Řepiště (Vratimov, zřizovatel: Biskupství ostravsko-opavské)
- Salesiánské středisko volného času Don Bosco (Ostrava, zřizovatel: Salesiáni Dona Bosca)